# Adelsten Norman
Adelsten Norman (norv. Adelsteen Normann; Bodin, 1. maj 1848 — Oslo, 26. decembar 1918) bio je norveški slikar koji je radio u Berlinu slikajući pejzaže Norveške. On je taj koji je pozvao Edvarda Munka u Berlin gde je naslikao čuveni Vrisak. Njegove slike fjordova se smatraju zaslužnim za popularizaciju Norveške kao turističke destinacije.

## Biografija
Rođen je 1848. u Bodinu, Norveška. Studirao je na Umetničkoj akademiji u Diseldorfu od 1869. do 1872. i njegove slike pripadaju školi diseldorfskog slikarstva. Studirao je sa estonskim slikarom Eugenom Dukerom.
Iako je od 1883. godine u Berlinu, motivi na njegovim slikama ostaju norveški — fjordovi u kombinaciji sa malim kućama, brodovima i strmim planinskim vencima.
Norman je živeo u isto vreme kad i velikan norveškog slikarstva — Edvard Munk. Tokom svojih berlinskih dana, posetio je Munkovu izložbu u Kristijaniji (danas Oslo) i pitao Munka da li bi svoje radove izlagao i u Berlinu. Munk se toliko obradovao da je odmah spakovao postavku i 20. oktobra 1892. otputovao za Berlin. Njih dvojica su se sprijateljili, a Munkova izložba u Berlinu je izazvala velike podele u branši.

## Dela
Norman je izlagao u Oslu, Berlinu, Londonu, Beču, Diseldorfu, Minhenu i Parizu. Iako je radio u Berlinu, leta je provodio u Norveškoj. Smatra se da su njegove slike fjordova doprinele popularizaciji te vrste turizma u Norveškoj.
Umro je 26. decembra 1918. godine u Kristijaniji (danas Oslo). Pre šest godina, njegovo rodno mesto je otvorilo galeriju u njegovo sećanje i tu se nalazi 30 njegovih dela.